# Henri de Bourbon (1823-1870)
Henri de Bourbon (Enrique de Borbón y Borbón), né le 17 avril 1823 à Séville et mort le 12 mars 1870 à Leganés, infant d'Espagne et 1er duc de Séville, est le fils de l'infant François de Paule, le frère du roi-consort François d'Assise et le beau-frère et cousin de la reine Isabelle II. 

## Biographie
Deuxième enfant de François de Paule de Bourbon, infant d'Espagne, et de Louise-Charlotte de Bourbon-Siciles, il naît au palais de l'Alcázar à Séville. Dès le lendemain de sa naissance, un décret de son oncle Ferdinand VII le fait duc de Séville (18 avril 1823), avec grandesse de 1re classe. Par décret royal du 2 décembre de la même année, il est reconnu infant d'Espagne avec prédicat d'altesse.
Son parrain est son cousin germain le prince Henri d’Artois, duc de Bordeaux et futur prétendant au trône de France. Sa marraine est sa tante maternelle, Caroline de Bourbon-Siciles (par ailleurs mère d’Henri d’Artois).
À la mort du roi Ferdinand VII (1833), il doit suivre ses parents en exil. La famille réside à Paris et fréquente la famille royale. La reine Marie-Amélie est la grand-tante du jeune infant qui à l'âge de ses enfants. Il est connu alors sous le titre de duc de Sagonte. Après l'expulsion de la régente Marie-Christine (1840), il revient en Espagne et intègre l'armée comme garde-marine. Il est ensuite nommé officier de marine (es) (1842) puis capitaine de frégate (1845).
Alors qu'il prétend à la main de la reine Isabelle II, ses idées révolutionnaires le contraignent à démissionner de l'armée et à s'exiler en France (c'est finalement son frère aîné, François d'Assise, qui épouse la jeune reine le 10 octobre 1846) tandis que le duc de Montpensier, benjamin des enfants du roi des Français et de la reine  Marie-Amélie, épouse la sœur cadette de la reine.
Il passe ensuite à Bruxelles, où il prend le titre de comte d'Arès, puis en Angleterre. De retour en France, c'est à Toulouse qu'il a connaissance de la révolution de 1848 qui détrône le roi Louis-Philippe. Il se rallie aussitôt à la République et appelle le peuple espagnol à se soulever à son tour. Un décret royal (13 mai 1848) le prive alors de ses titres, honneurs et privilèges d'infant d'Espagne. Après avoir obtenu le pardon de la reine, il retrouve toutes ses prérogatives et emplois (1854-1856), mais il est de nouveau expulsé pour ses propos révolutionnaires (mars 1857).

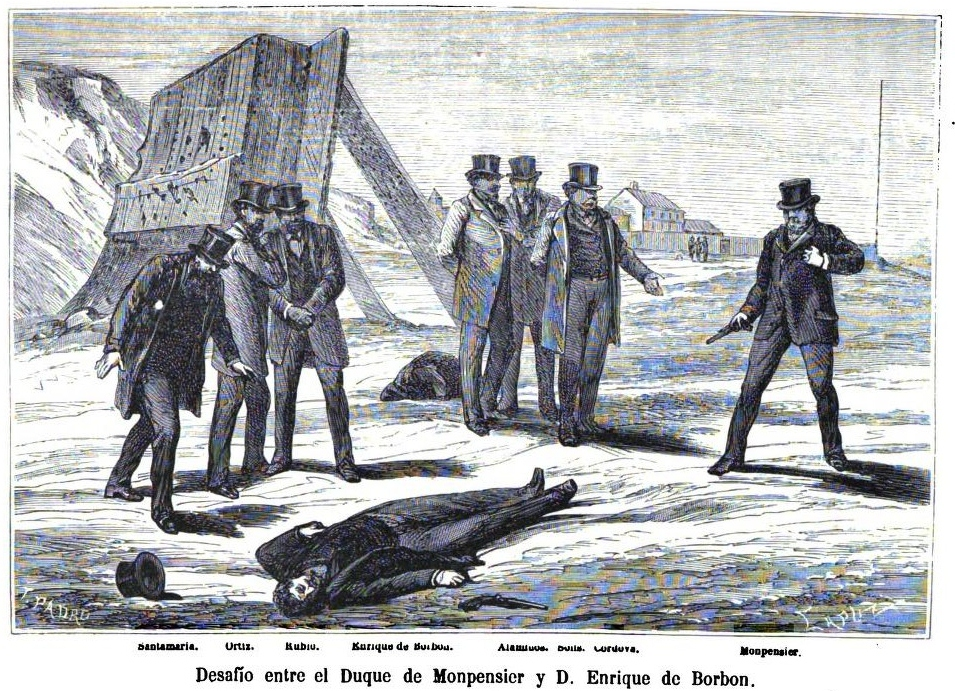
Mort de l'infant Henri lors d'un duel contre le duc de Montpensier.

De retour à Madrid, il est nommé capitaine général de la marine espagnole (1860) puis lieutenant-général de l'armée (1863). Ayant pris parti pour les libéraux contre le gouvernement et les intrigues du duc de Montpensier, beau-frère de la reine, il est une nouvelle fois contraint à l'exil et privé de ses titres (9 mars 1867). Il reprend son titre de duc de Sagonte et s'exile à Paris puis à Londres. Isabelle II, également contrainte à l'exil (1868), fait appel à lui. Il la rencontre à Paris pour trouver les moyens de défendre son trône, en particulier contre les visées du duc de Montpensier.
Le 7 mars 1870, il publie dans le journal La Época (es) un manifeste dans lequel il défend les droits de la reine et destiné aux partisans du duc de Montpensier. Celui-ci le provoque en duel et le tue le 12 mars 1870 dans une prairie appelée la Dehesa de los Carabancheles, près de Leganés.
Il est inhumé à Madrid dans le cimetière Saint-Isidore.

## Décorations
- Chevalier de la Toison d'or
- Grand-croix avec collier de l'ordre de Charles III
- Chevalier de l'ordre souverain de Malte

## Épouse et descendance
Il épouse, le 6 mai 1847 à Rome, Elena de Castellví y Shelly (16 octobre 1821, Valence, Espagne - 30 décembre 1863, Madrid) – fille d'Antonio de Padua de Castellví, comte de Castellá, et de son épouse Margarita Shelly –, dont il a 5 enfants :
- Henri-Pie de Bourbon (1848-1894), 2e duc de Séville
- Luis de Borbón (1851-1854)
- François de Bourbon (1853-1942), « duc d'Anjou »
- Alberto de Borbón (1854-1939), 1er duc de Santa Elena
- Maria del Olvido de Borbón (1863-1907), épouse de Carlos Fernández-Maquieira y Oyanguren (1855-1897).